# Baconia godmani
Baconia godmani är en skalbaggsart som först beskrevs av Lewis 1888.  Baconia godmani ingår i släktet Baconia och familjen stumpbaggar. Inga underarter finns listade i Catalogue of Life.